# アウン・トゥ
アウン・トゥ（ビルマ語: အောင်သူ、英語: Aung Thu、1996年5月22日 - ）は、ミャンマー・ピンマナ出身の同国代表サッカー選手。ポジションはフォワード。

## 来歴
マンダレー地方域にある都市ピンマナで生まれた。13歳の時にU-19トーナメントで3ゴールを記録した。2009年にマンダレーのミャンマーフットボールアカデミーに入り、2011年にU-16代表に召集された。

### クラブ歴
2013年にヤダナボンFCに入団し、瞬く間に中心選手となった。2017年11月、1年ローンでタイのポリス・テロFC（旧BECテロ・サーサナFC）に加入。タイ・リーグ1初参戦のこの年は31試合に出場して11ゴールを挙げた。しかしクラブはタイ・リーグ2降格が決まってしまう。
2018年、1年ローンでムアントン・ユナイテッドFCに加入。キリンズでは13試合出場3ゴールに留まった。
2020年1月9日、保有元のヤダナボンFCに復帰することが発表された。
2020年12月、ブリーラム・ユナイテッドFCに移籍した。

### 代表歴
2011年にU-16代表に召集された。2013年から召集されているU-20代表ではミャンマーをFIFA U-20ワールドカップ初出場に導き、迎えた2015年大会では対ニュージーランド戦でゴールを決めた。2015年からはA代表にも召集されている。